# Ralph Baer
Ralph Baer (Rodalben, 8 de março de 1922 — 6 de dezembro de 2014) foi um engenheiro e inventor alemão, naturalizado americano, pioneiro dos jogos eletrônicos. Desenvolveu em 1969, por conta própria, a primeira ideia para um console de videogame doméstico, o Magnavox Odyssey.
Conhecido como o "pai dos videogames".